# 일화 기억
일화 기억(episodic memory)은 명시적 기억(declarative memory)의 한 종류로서, 자전적 사건들(시간, 장소, 감정, 지식)에 관한 기억이다. 이것은 어느 특정 시간과 장소에서 일어났던 과거의 개인적인 경험의 모음이라고 할 수 있다. 예를 들어, 당신의 여섯 번째 생일 파티 때 있었던 일을 기억한다면 이것이 일화 기억에 해당되는 것이다. 일화 기억은 특정 시간과 장소의 여러 요소들을 떠올리게 해주면서 시간을 거슬러 올라가게 도와준다.
일화 기억은 의미 기억과 대비되는 것으로서, 이 두 기억의 구분은 1966년 Munsat에 의해 제안 되었다. 일화 기억은 시간 및 장소와 관련하여 조직된 기억 내용을 가리킨 데 비해 의미 기억은 그것이 획득된 맥락과 연합되지 않은 일반화된 지식과 의미를 가리킨다. 그런데 이 두 기억을 이분법적으로 구분하기보다는 연속선상에서 상정해 볼 수 있다. 왜냐하면 일반화된 지식인 의미 기억은 일화적 경험에 근거하고 있기 때문이다. 대부분의 의미 기억은 장기간에 걸쳐 축적되는 것이기 때문에 실험실에서 쉽게 조작할 수 없다. 따라서 전통적인 기억 연구는 일화적 내용의 기억 및 망각의 연구로 제한된다.
일화 기억의 주요 구성 요소들 중 하나는 기억의 과정이다. 여기서 기억의 의미는 이전에 발생한 특정 사건이나 경험에 관한 정보의 검색을 유도하는 과정으로 정의된다.

## 일화 기억의 성질
1. 감각 - 지각 - 개념 - 감정 처리의 요약된 기록을 가진다.
2. 오랜 기간 동안 활성화 혹은 억제의 패턴을 유지한다.
3. 종종 시각적 이미지로 표현된다.
4. 항상 관점(관찰자)가 존재한다.
5. 경험의 짧은 조각만을 보여준다.
6. 대부분 거의 사건의 발생 순서대로 시간 차원에 표시된다.
7. 빠르게 망각되기 쉽다.
8. 자전적 기억을 구체화시킨다.
9. 접근을 할 때 회상적인 경험이 존재한다.

## 인지 신경과학적 설명
일화 기억의 형성은 해마가 위치하고 있는 측두엽에 의해 이루어진다. 전두엽 피질(특히 좌반구) 역시 일화 기억 형성에 참여한다. 그렇기 때문에 전두엽 피질에 손상을 입은 환자는 새로운 정보를 저장할 수는 있지만, 무질서한 경향을 띤다. 예를 들어, 과거에 보았던 특정 사물을 기억할 수는 있지만, 그것을 어디서, 언제 보았는지는 기억해내지 못한다는 것이다. 일부 과학자들은 전두엽 피질이 보다 효율적인 기억의 저장을 돕는다고 주장한다.
해마의 역할
일화 기억이 해마에 저장되는 시간에 대해서는 아직까지 논란이 많다. 일부 과학자들은 일화 기억의 저장이 언제나 해마에 의존하고 있다고 주장하지만, 다른 몇몇 과학자들은 짧은 시간 동안 해마에 저장되었다가, 곧바로 신피질로 모인다고 한다. 성인의 해마가 오래된 기억을 쉽게 제거하고 새로운 기억 형성의 효율성을 증가시킬 수 있다는 연구 결과가 최근에 발표되면서 이 논란은 후자의 의견으로 모아지고 있는 상황이다.

## 종류
- 특정 사건과 관련된 기억
- 개괄적 사건과 관련된 기억
- 개인적 사실과 관련된 기억
- 섬광 기억